# Абдрахманов, Кайдар Айтжанович
Кайдар Айтжанович Абдрахманов (каз. Қайдар Айтжанұлы Әбдірахманов; 10 мая 1936 — 6 февраля 2012) — советский и казахстанский геолог, доктор геолого-минералогических наук (1983), профессор (1985), член-корреспондент Национальной академии наук Казахстана (1995), академик Национальной академии наук Казахстана (2004).

## Биография
Родился 10 мая 1936 года в Атбасарском районе Акмолинской области.
В 1958 году окончил МГУ.
С 1958 по 1995 год работал в Институте геологических наук Казахской ССР (ныне Институт геологических наук им. К. И. Сатпаева). Одновременно с этим преподавал в КазНТУ.
С 1996 по 2001 год был директором департамента НПО «Казнедра». С 2001 года заведующий лабораторией петрометаллогении Института геологических наук им. К. И. Сатпаева.
Абдрахманов создал формационно-петрохимическую теорию полицикличных гранитоидов, классифицировал граниты 12 петрохимических видов. Открыл горизонтальные и вертикальные геохимические пояса. Фундаментальные теоретические исследования в области геологии и металлогении посвящены прогнозу и освоению месторождений на Северном Балхаше, в Кендыктас — Шу-Илейском районе.

## Сочинения
- Петрология и металлогения щелочных пород Таласского Алатау, А.-А., 1965;
- Граинтоидные формации Казахстана и типы фанерозонского гранитообразования, А.-А., 1986;
- Гранитоидные и рудные формации Калба-Нарымского пояса, А. 1994 (соавт.).